# 李帅 (1982年)
李帅（1982年8月18日—），男，中华人民共和国山东省青岛人，中國已退役足球运动員，位置是守门员。退役前效力於上海申花，身穿22号球衣。

## 生平

### 早年
李帅的父亲李召臣是一位足球迷，他把7岁的李帅送到了训练场，开始了他的球员生涯。15岁时，他进入了青岛海牛守门员教练王维满的培训班，后被选入海牛三队。

### 青年队时期
进入海牛梯队之后，李帅的运气并不好，大多数时间都在替补席上度过。1998年，青岛海牛三队参加山东省“希望杯”足球赛。半决赛时，主教练出于练兵考虑让李帅首发亮相，不料球队居然取得了胜利。决赛时，李帅再次首发，海牛三队夺得了冠军。从此李帅在青年队打上了主力。那一年的甲A三线队比赛中海牛三队夺得了亚军，李帅被评为最佳门将。

### 初次亮相
2002年，李帅被当时青岛队的主教练李章洙提拔到一队。此时的李帅位居朱慧谦、杨君之后，是球队的第三门将。李帅第一次为一线队首发是青岛队对抗北京国安的一场甲A联赛。在那场比赛之前，杨君因为红牌停赛。首发的朱慧谦在下半场吃到红牌被罚下场，李帅才获得出场机会。接下来的几年，李帅的出场次数逐渐增多。2004年中国足协杯中青岛队使用李帅作为门将，结果李帅扑出多个点球，表现非常抢眼。

### 主力门将
2005年，青岛队将杨君租借到长春亚泰效力，李帅终于成为球队的主力门将。这一年他的表现非常稳健，为青岛中能取得中超第7名立下了功劳。也是在这一年，李帅首次入选朱广沪执教的国家队，参加了东亚运动会足球赛，并取得冠军。这是李帅职业生涯的巅峰。

### 转会广州
2006年，李帅的状态开始下滑。2006年7月18日，李帅因为联赛中表现不稳被俱乐部“三停”。此后，他的主力位置开始受到年轻门将刘震理的冲击。2007年，李帅被青岛中能俱乐部挂牌出售。最后，广州医药足球俱乐部以人民币200万左右签下了李帅。
李帅在广州队担任主力门将，帮助球队夺得了2007年中国足球甲级联赛的冠军，顺利冲超。在此后的三个赛季，李帅牢固地占据球队的主力门将位置，仅缺席2009赛季最后一轮客场对阵天津泰达这场无关紧要的比赛。2010赛季结束后，广州队涉假降级，李帅选择继续留在球队。2010年9月18日广州恒大和延边队的比赛是李帅代表广州队第100次联赛出场。2011赛季下半赛季开始，李帅成为球队的替补门将，但由于广州恒大赛程密集，实际上仍然获得较多的出场机会。2014赛季结束后，合同到期的李帅一度被认为将离开加盟上海绿地申花，但2014年11月19日，他确定和广州恒大续签一份1+1的合同。

### 转会上海申花
2016年赛季从广州恒大转会来到上海申花。在曾诚加盟之后，李帅从主力门将变成替补门将。2022年，李帅退役並擔任上海申花的守门员教练。